# Lamborghini Huracán
De Lamborghini Huracán is een model van het Italiaanse automerk Lamborghini en volgt de Lamborghini Gallardo op, die van 2003 tot 2014 in productie was. De Lamborghini Huracán kwam in 2014 op de markt voor € 262.398,- in Nederland en € 205.095,- in België. Er zijn tot op heden meerdere versies uitgekomen, waaronder de LP 610-4 en de LP 580-2.

## Geschiedenis
Lamborghini vroeg op 19 april 2012 een patent in op de naam Huracán. De naam is net als die van andere modellen van Lamborghini afkomstig uit het stierenvechten; Huracán is een Spaans stierenras. In juni 2013 werd bekend dat de Lamborghini Gallardo zou worden opgevolgd en in augustus van 2013 werden de eerste prototypes gefotografeerd. In 2024 is de Huracán vervangen door de Temerario

## Coupé
Foto's van de coupé Huracán werden in december 2013 op het internet gepresenteerd, maar hij was voor het eerst in levenden lijve te zien op de Autosalon van Genève van 2014. De auto heeft een typisch Lamborghini-uiterlijk; met hoekige, agressieve styling. Aan de achterkant is er niet meer een liggend 'dek' met een klein rechtopstaand raampje, maar één groot aflopend raam of grote lamellen zoals die op de Aventador te vinden zijn. De Huracán beschikt ook over bijzondere led-verlichting. Aan de achterkant zijn vier grote, iets omhoog stekende uitlaten te zien. De motor is een herziene versie van de 5,2 liter V10 die ook in de Gallardo te vinden was. De auto staat standaard op 20 inch grote velgen. De remmen zijn in vijf verschillende kleuren beschikbaar.
Voor het interieur zijn er vijf verschillende bekledingspaketten beschikbaar, waaronder nappalederen en alcantara. Het stuur is belegd met suèdeleer. Er is een 12,3 inch scherm in het midden waarmee onder andere navigatie bediend kan worden. De kofferbak ligt voorin.

## Spyder
In september 2015 werd de open variant van de Huracán op de IAA Frankfurt gepresenteerd. Hij heeft een stoffen klapdak dat zich in 17 seconden opent en sluit, en is technisch gelijk aan de coupé. Door de extra verstevigingen en dakconstructie is hij 120 kg zwaarder dan de coupé.

## Techniek

### LP 610-4
De LP 610-4 werd als eerste gepresenteerd, met opnieuw een atmosferische 5,2 liter V10 motor. Het blok levert nu 610 pk en een koppel van 560 Nm, evenveel als in de nieuwe Audi R8. De V10 is elektrisch geïnjecteerd met directe inspuiting en de cilinders zijn in een hoek van 90° van elkaar gedraaid. In combinatie met de vierwielaandrijving en automatische versnellingsbak gaat de coupé in 3,2 seconden naar de 100 km/u (3,4 voor de Spyder) en in 9,9 naar de 200 (10,2 voor de Spyder). Om de Huracán zuiniger te maken is hij uitgerust met een start-stopsysteem. Het opgegeven verbruik ligt op 12,5 l per 100 km en de CO2-uitstoot bedraagt 290 g/km. Het leeggewicht is 1422 kg voor de coupé en 1542 kg voor de Spyder. Zijn topsnelheid is 325 km/u.

### LP 580-2
Eind 2015 werd ook een achterwielaangedreven versie van de Huracán gepresenteerd, de LP 580-2. De vijf uitgangspunten voor de achterwielaandrijving waren: weggedrag, balans in het rijgedrag, directheid van de besturing, feedback in het stuur en overstuur. Net al bij zijn voorganger het geval was, is de tweewielaangedreven Huracán minder krachtig, nu levert het blok nog 580 pk en 540 Nm. Met 1389 kg (Spyder: 1509) is hij lichter dan zijn krachtiger broer, maar desalniettemin duurt de sprint langer, 3,4 seconden voor de coupé en 3,6 voor de cabrio. De topsnelheid is nu 320 km/u.

### Overig
De Lamborghini Huracán heeft een chassis bestaande uit aluminium en koolstofvezel. De wielen die hier aan vast zitten hebben banden van Pirelli en zijn verbonden aan een magnetorheologische vering. Ze hebben hydraulische remmen met voor zes remklauwen en achter vier.
Het onderstel is in te stellen in drie modes: strada, sport en corsa. Strada is het meest geschikt voor dagelijks gebruik, in sport wordt de besturing scherper en gaat het ESP deels uit, terwijl in corsa het ESP volledig uitgaat.

## Productie
| Jaar   | Aantal |
| ------ | ------ |
| 2013   | 76     |
| Totaal | 76     |

## Trivia
- Eind 2014 doet Lamborghini naar traditie een Huracán LP 610-4 cadeau aan de Italiaanse politie. Deze auto is aangepast en heeft een camera aan de achteruitkijkspiegel en een computer met opnameapparatuur. Die opnameapparatuur bevindt zich achter de stoelen. De gegevens kunnen live doorgestuurd worden naar een politiebureau. De auto zal worden gebruikt voor achtervolgingen en voor dringend transport.[6]

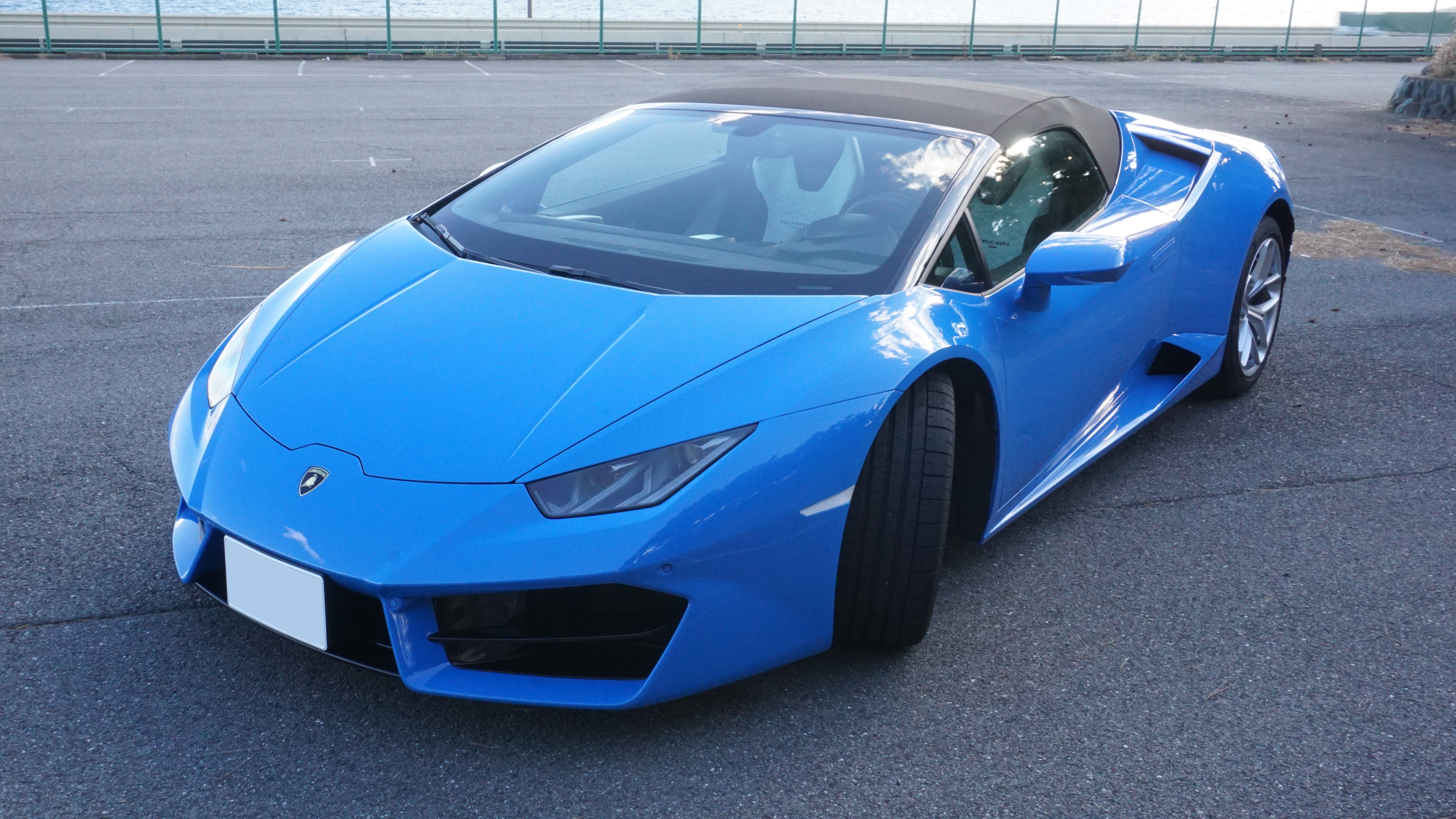
Voorkant met gesloten dak
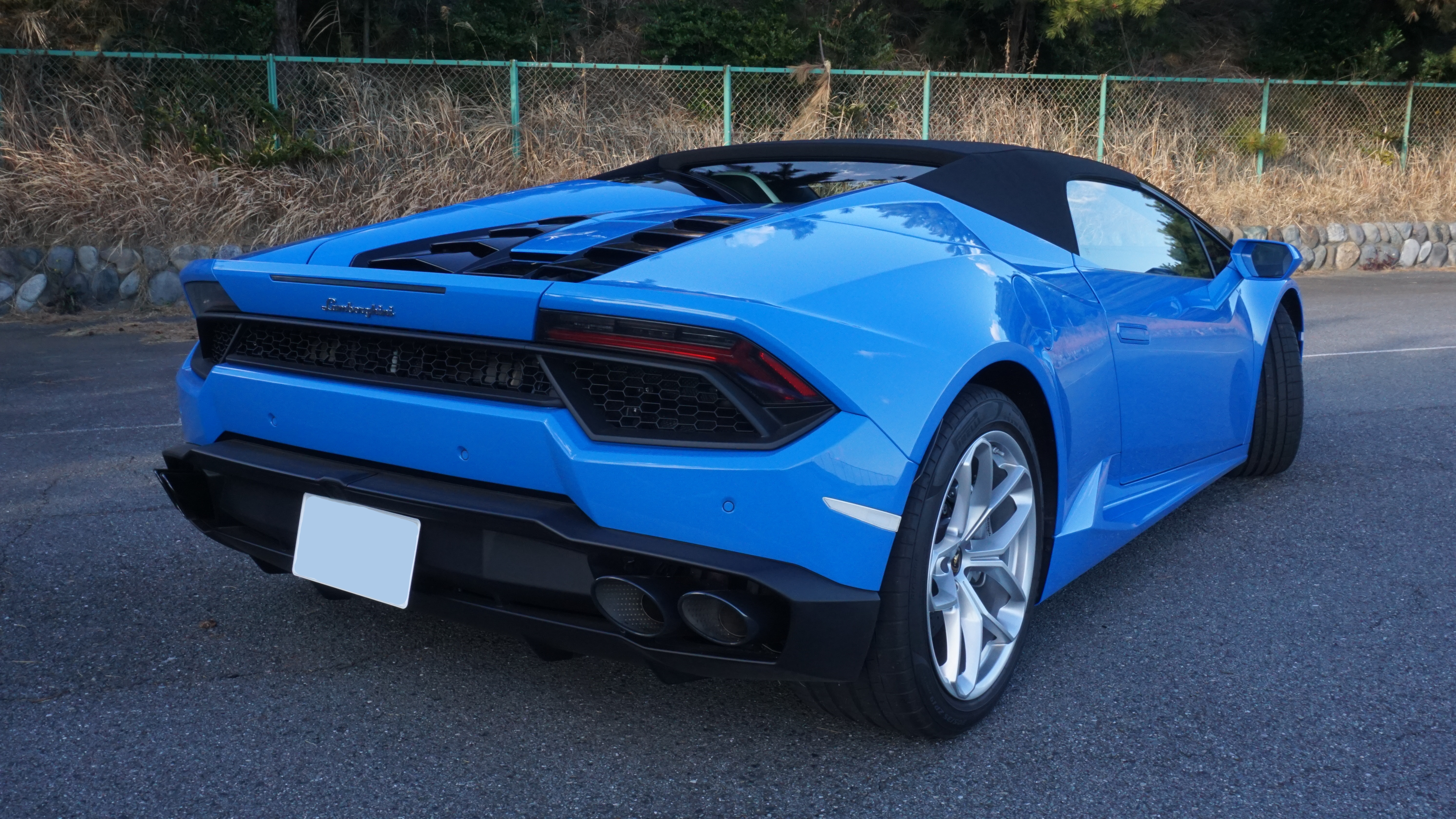
Achterkant met gesloten dak
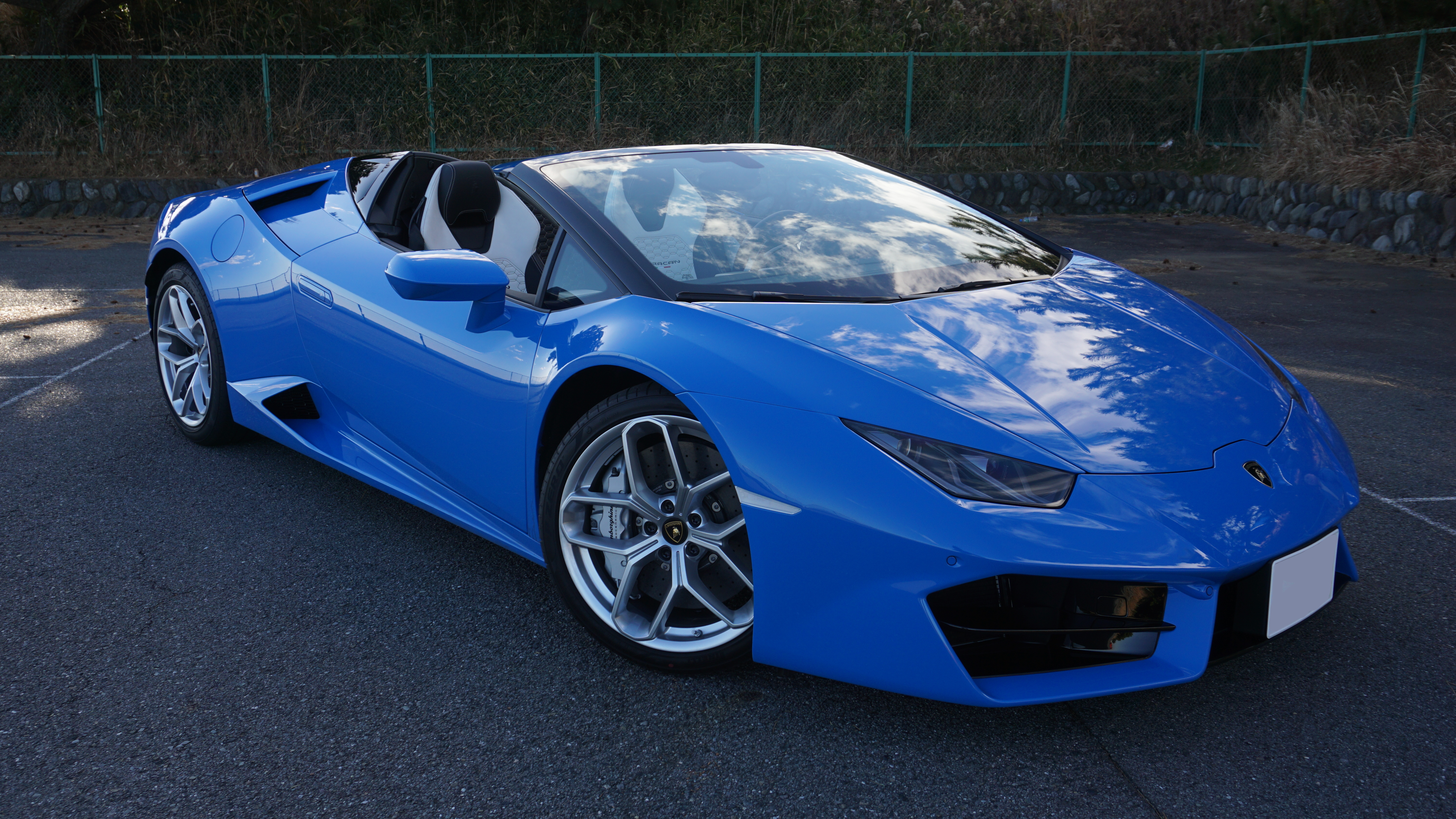
Voorkant met open dak
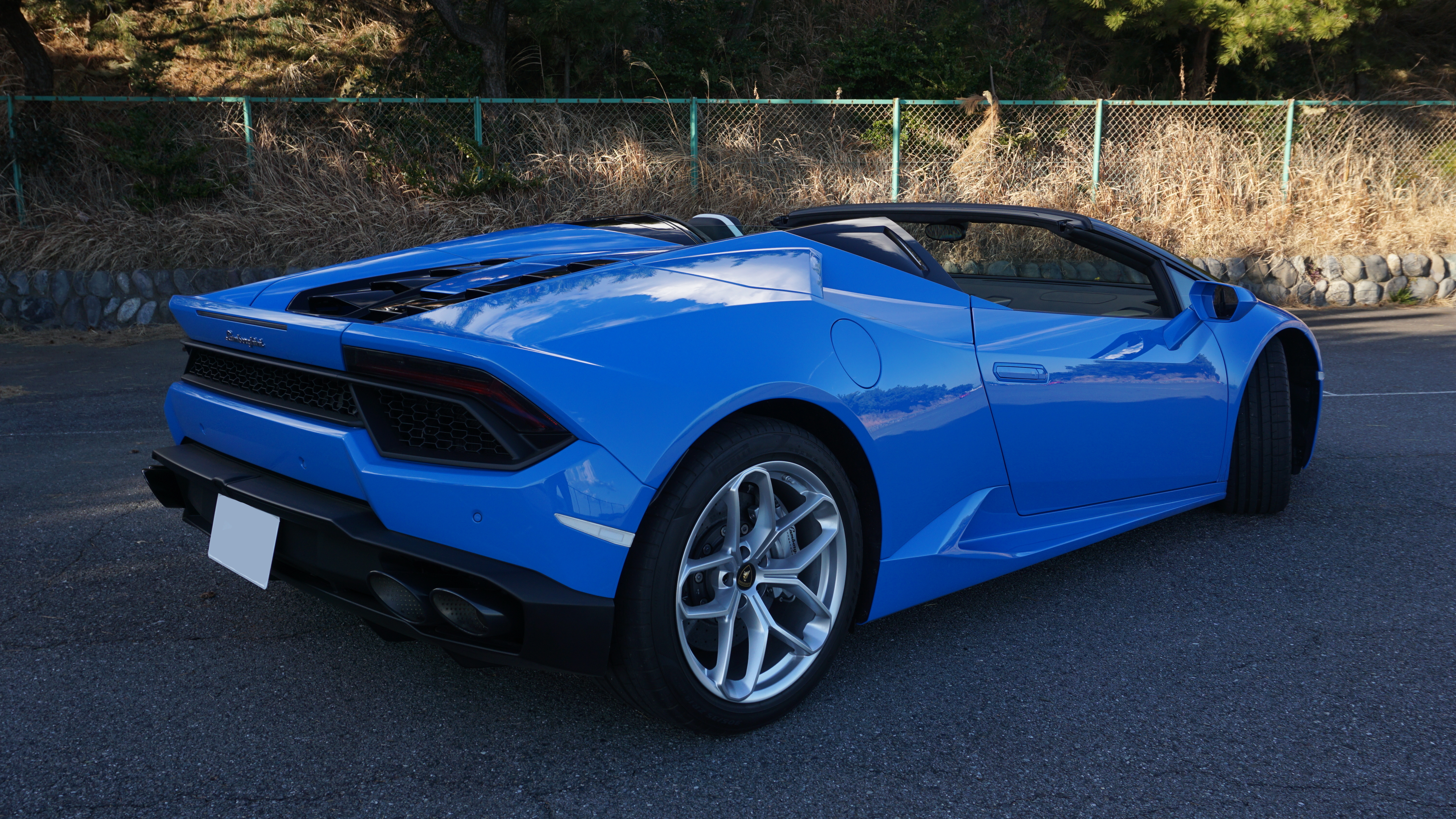
Achterkant met open dak
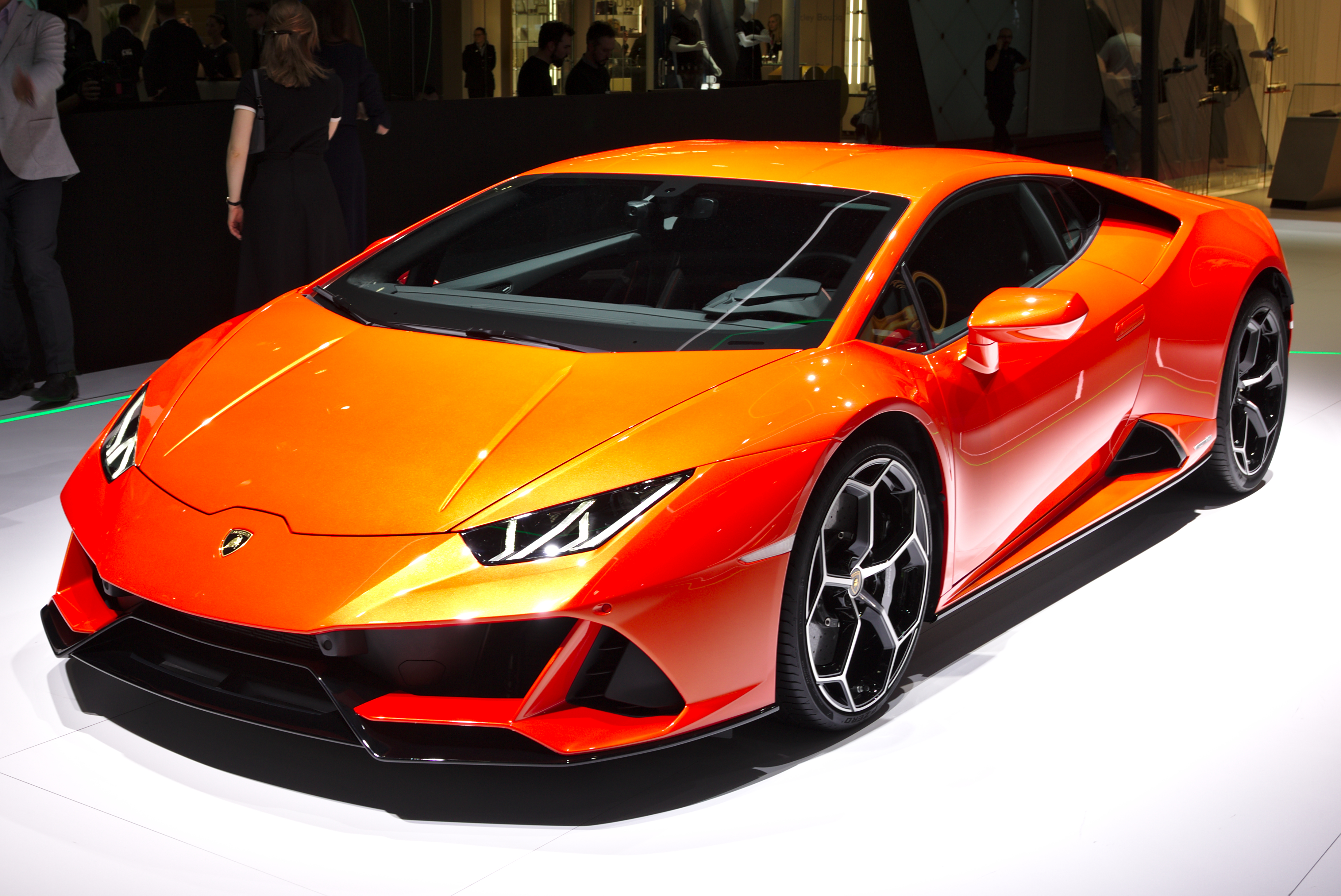
Lamborghini Huracán Evo
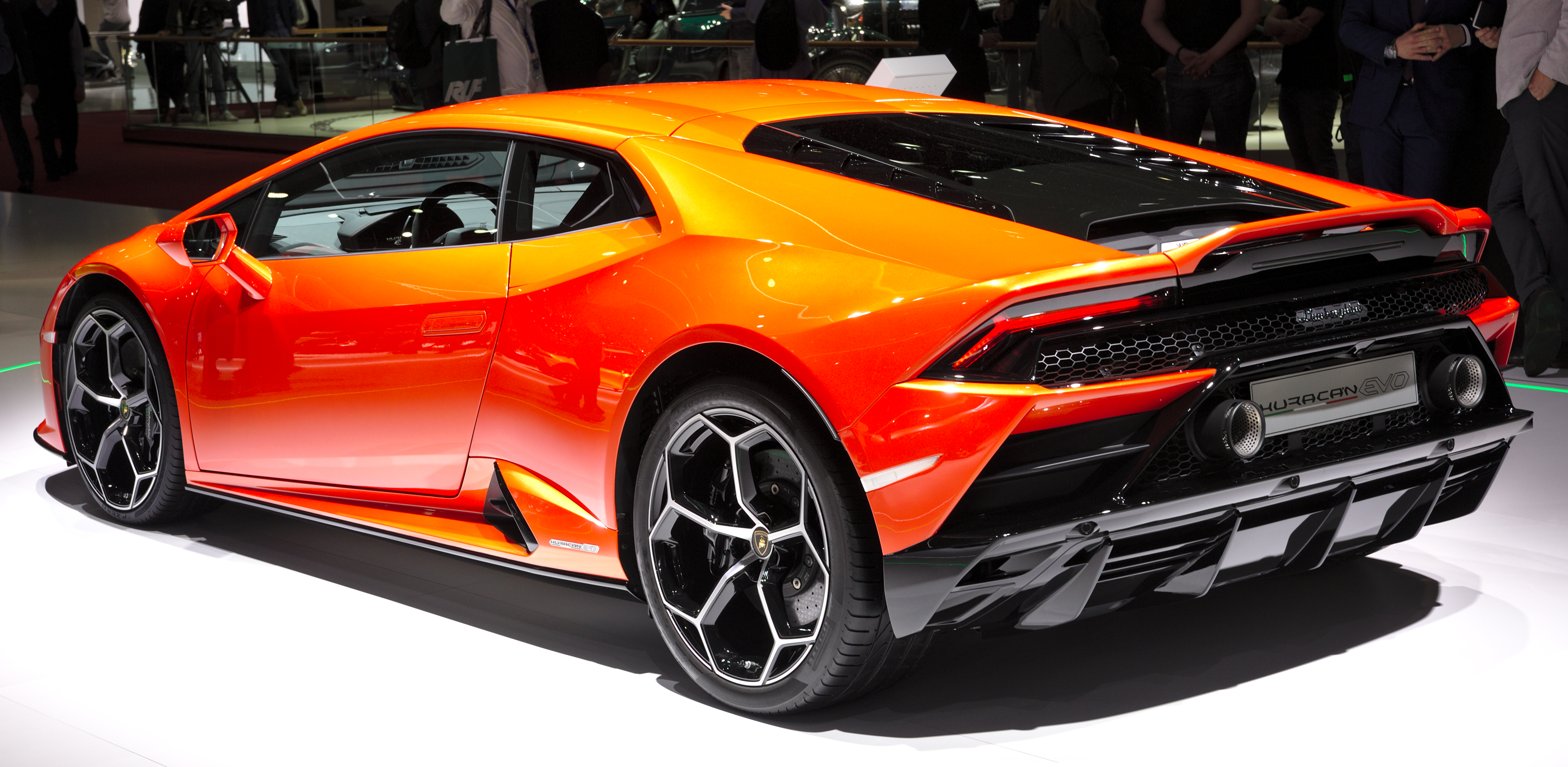
Lamborghini Huracán Evo
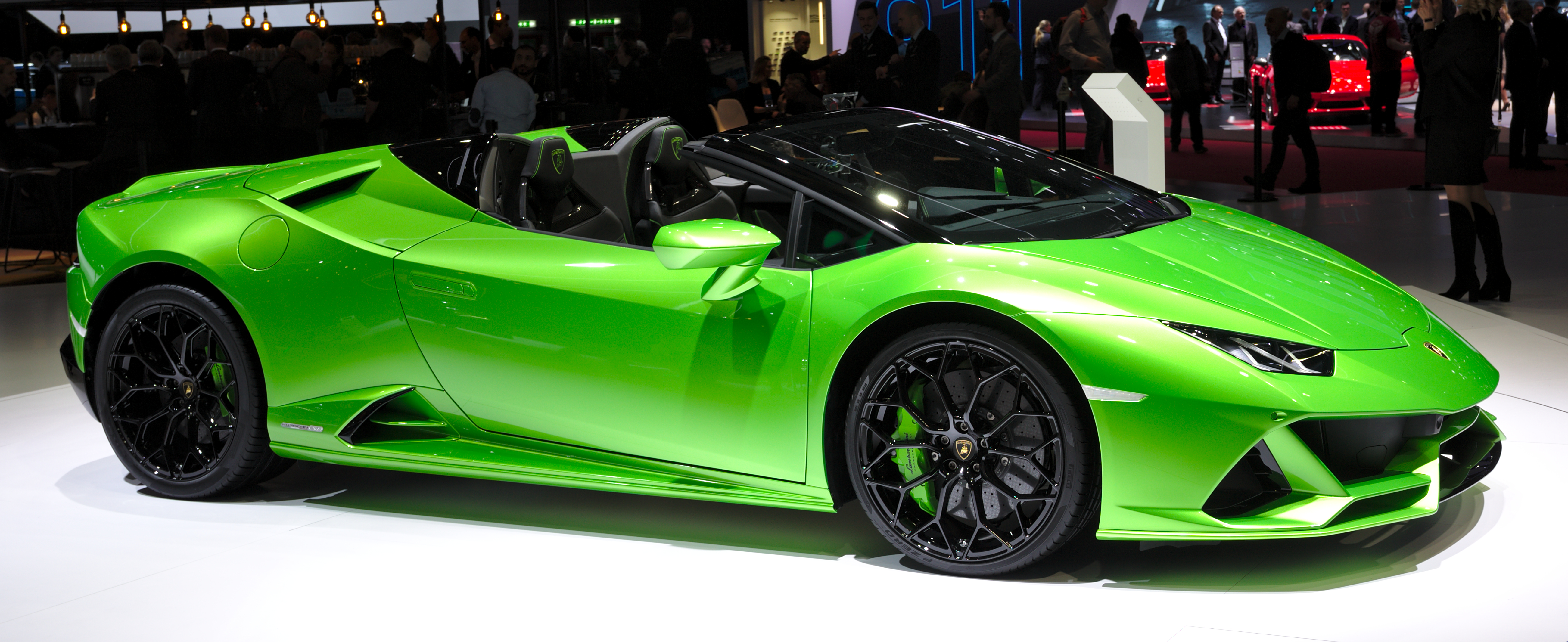
Lamborghini Huracán Evo Spyder
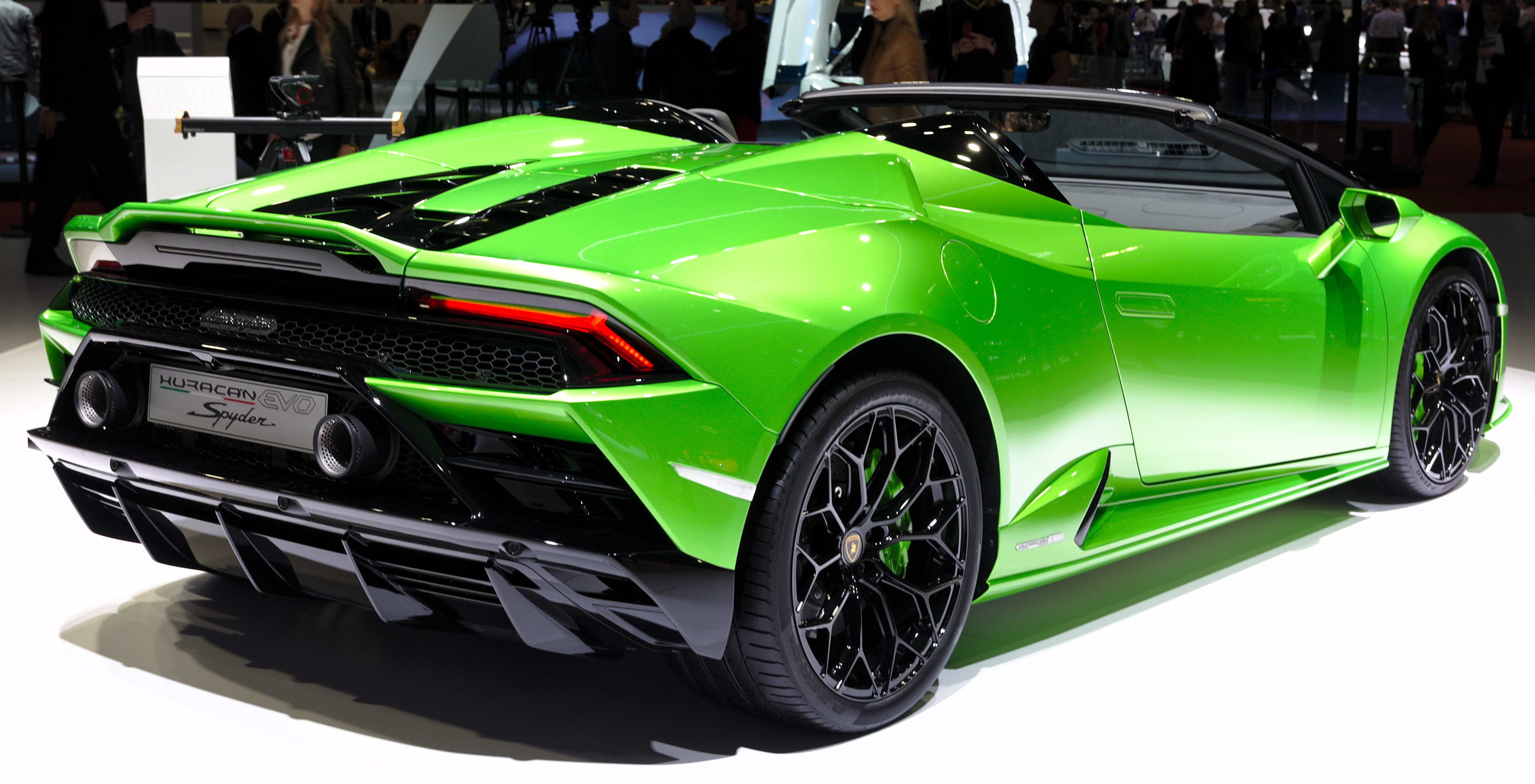
Lamborghini Huracán Evo Spyder

Huidige modellen:
Huracán ·
Aventador ·
Urus
Uitvoeringen Lamborghini Gallardo:
Coupé ·
SE ·
Spyder ·
Superleggera ·
LP560-4 ·
LP560-4 Spyder ·
LP550-2 Valentino Balboni ·
LP570-4 Superleggera
Uitvoeringen Lamborghini Murciélago:
Coupé ·
Roadster ·
40th Anniversary ·
LP640 ·
LP640 Roadster ·
LP650-4 Roadster ·
LP670-4 SV ·
Reventón ·
Reventón Roadster
Oudere modellen:
350 GT · 
400 GT · 
Miura · 
Espada · 
Flying Star II · 
Islero · 
Jarama · 
Urraco · 
Countach · 
Silhouette · 
Jalpa · 
LM002 · 
Diablo · 
Murciélago ·
Gallardo
Concepten:
Alar ·
Asterion ·
Athon ·
Estoque ·
Sesto Elemento ·
Portofino